# South Point (Australie)
Pour les articles homonymes, voir South Point.

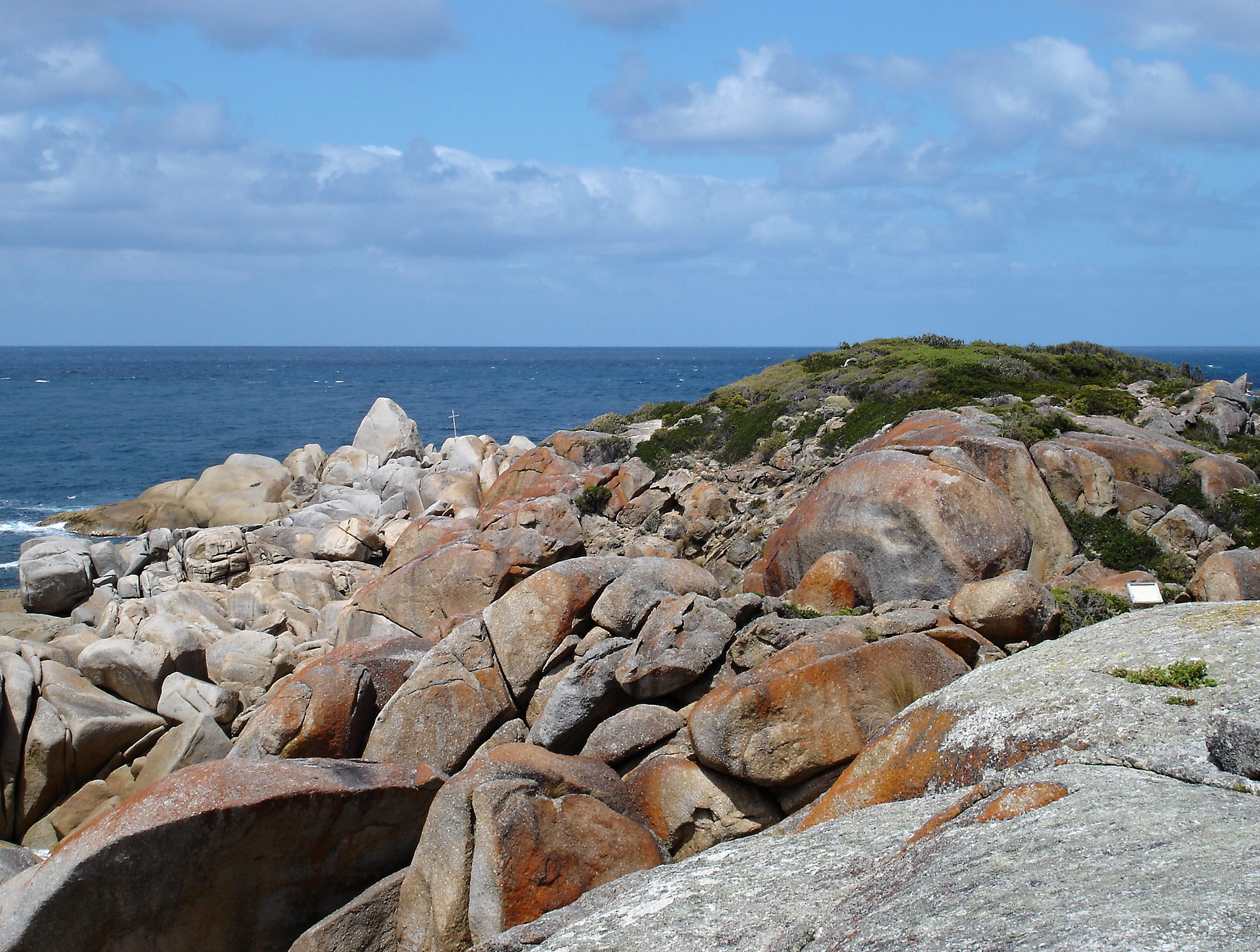
Promontoire Wilson

South Point est le point le plus au sud du « continent » australien. Il se trouve dans le parc national de la péninsule Wilson à l'extrémité sud de la péninsule Wilson.